# Extrapiramidaal systeem
Letterlijk betekent extrapiramidaal systeem: alle hersendelen buiten de piramidebaan. De piramidebaan is de route waarlangs vanuit de motorische hersenschors opdracht wordt gegeven om spieren te activeren, zodat een geplande beweging daadwerkelijk wordt uitgevoerd.
Toen men ontdekte dat prikkeling van andere hersendelen dan de piramidebaan ook tot beweging kon leiden, noemde men die gebieden het extrapiramidale systeem. Die term is niet anatomisch gedefinieerd. In de praktijk bedoelt men met het extrapiramidale systeem de basale ganglia: diep in de hersenen gelegen kernen die een rol spelen bij de motoriek. Ook het cerebellum (kleine hersenen) behoren tot het extrapiramidaal systeem en zijn belangrijk voor de motoriek. In tegenstelling tot wat men vroeger dacht, werken piramidebaan en extrapiramidale systeem niet onafhankelijk van elkaar, maar er bestaat een zeer intensieve samenwerking tussen deze gebieden. Stoornissen in de functie van het extrapiramidale systeem, oftewel de basale ganglia, kunnen ziekten als de ziekte van Parkinson, de ziekte van Huntington, het syndroom van Gilles de la Tourette, dystonia musculorum deformans, of symptomen als rigiditeit, bradykinesie (traagheid), tremor, chorea, athetose, tics of dystonie veroorzaken.